# Hřebeč (Koclířov)
Hřebeč (německy Schönhengst) je malá vesnice, část obce Koclířov v okrese Svitavy v Pardubickém kraji. Rozkládá se na východní straně Hřebečovského hřbetu v nadmořské výšce kolem 580 m po obou stranách historické česko-moravské zemské hranice (původně ležela jen v Čechách)[zdroj?].
V osadě stávala dřevěná kaple sv. Jana Nepomuckého, nahrazená v letech 1869–1870 současnou neogotickou kaplí sv. Josefa. Nad vstupním portálem kaple je umístěna kamenná deska s letopočtem 1890. Před kaplí se nachází železný kříž s reliéfem Krista a Panny Marie z roku 1874, obnovený 2011. Kaple je dominantou díky silničnímu tunelu, který byl pod ní proražen. Prochází jím frekventovaná silnice I/35 a zajímavostí tunelu je, že vede přes zemskou hranici. Poblíž byly provozovány významné lupkové doly s žáruvzdornými jílovci. Těžba lupku byla ukončena v roce 1991. Z prostoru bývalých dolů na Hřebči vede do Mladějova na Moravě 11 km úzkorozchodné železnice, kde je budováno muzeum průmyslových železnic.
Z Hřebče je nádherný výhled do moravskotřebovské kotliny na Boršov a Moravskou Třebovou. Z jižní strany k osadě přiléhá PR Rohová.

## Název
Na osadu bylo přeneseno jméno severně položeného vrchu Hřebečov, které je poprvé doloženo v olomouckých zemských deskách k roku 1398 jako Sintenhengst. V jeho první části je sloveso schünden – „popohnat“, ve druhé podstatné jméno Hengst – „hřebec“. Patrně šlo o výstražné jméno („popožeň hřebce“) pobízející k rychlé jízdě zalesněným a tedy nebezpečným úsekem cesty. Podoba Schönhengst vznikla nářeční výslovností a přikloněním první části k schön – „krásný“. Do poloviny 19. století nesla osada jen německé jméno, poté se začalo objevovat české jméno Hřebečov, které bylo částečným překladem německého. Po druhé světové válce se prosadil tvar Hřebeč.

## Historie
Na území dnešního Hřebče založil již roku 1280 Boreš z Rýzmburka hrad, který používal jako loupežný při důležité olomoucké obchodní cestě. Samotná osada byla založena až roku 1620.

## Obyvatelstvo
| Rok            | 1869 | 1880 | 1890 | 1900 | 1910 | 1921 | 1930 | 1950 | 1961 | 1970 | 1980 | 1991 | 2001 | 2011 | 2021 |
| -------------- | ---- | ---- | ---- | ---- | ---- | ---- | ---- | ---- | ---- | ---- | ---- | ---- | ---- | ---- | ---- |
| Počet obyvatel | 92   | 113  | 100  | 76   | 97   | 100  | 94   | 56   | 68   | 63   | 47   | 29   | 20   | 24   | 20   |
| Počet domů     | 23   | 20   | 20   | 19   | 17   | 17   | 18   | 18   | 18   | 16   | 14   | 13   | 14   | 14   | 14   |

## Členění osady
Česká část vždy náležela a stále náleží ke k.ú. Koclířov, zatímco k Moravě náleží jižní, jihovýchodní a východní část osady. Moravská část byla původně rozdělena mezi katastrální území Moravská Kamenná Horka (popisná čísla 2, 7, 8, 10, 11 a 14) a Boršov u Moravské Třebové (malá část na východě s popisnými čísly 12 a 17). Ke sloučení celé zástavby v rámci k.ú. Koclířov došlo k 1. lednu 1953.

## Pověsti
- O původu Hřebečska[14]
- Hřebeč[14]

## Pamětihodnosti
- Zbytky hradu na Hřebči
- Kaple sv. Josefa z roku 187, předsíní z roku 1890
- Železný kříž z roku 1874
- Hraniční kámen tří panství a Čech a Moravy z roku 1774, jenž se však nenachází na původním místě[15]
- Silniční tunel z roku 1995
- Srubová vyhlídka z roku 2010
- Skála „Stěna mrtvých“ z pověsti o švédských vojácích
- Výchozí bod do Hřebečských důlních stezek
- Výchozí bod stezky Boršovský les